# Limenitis fufina
Limenitis fufina är en fjärilsart som beskrevs av Hans Fruhstorfer 1915. Limenitis fufina ingår i släktet Limenitis och familjen praktfjärilar. Inga underarter finns listade i Catalogue of Life.